# Jake Wesley Rogers
Jake Wesley Rogers (n. 19 decembrie 1996, Springfield, Missouri) este un cântăreț și compozitor american.

## Biografie
Rogers a crescut în Springfield, Missouri, unde a învățat să cânte la chitară la vârsta de 6 ani și a început să cânte la pian și vocea la vârsta de 12 ani. A început să cânte în producții de teatru în clasa a cincea și să scrie cântece la scurt timp după aceea. La o vârstă fragedă a participat la concerte formative pentru artiști precum Lady Gaga și Nelly Furtado. A ieșit homosexual în clasa a șasea și, deși familia lui i-a susținut, a simțit că trebuie să-și ascundă orientarea din cauza climatului cultural din orașul natal.
Rogers s-a mutat la Nashville, Tennessee la vârsta de 18 ani pentru a studia scrierea de cântece la Universitatea Belmont. A absolvit în 2018.
Rogers a început să lanseze muzică independent în 2016, ducând la EP-ul său de debut, Evergreen, în iunie 2017. După ce a lansat următoarele două single-uri „Jacob from the Bible” și „Little Queen” în februarie și, respectiv, martie 2019, el și-a lansat al doilea EP Spiritual în aprilie. 2019, urmat de un turneu european și de o performanță la BBC Radio 4 în toamna respectivă.
În noiembrie 2020, Rogers a fost prezentat pe coloana sonoră executivă Happiest Season, produsă de Justin Tranter, alături de o serie de alți compozitori și artiști LGBTQ.

## Discografie
- Evergreen (2017)
- Spiritual (2019)
- Pluto (2021)
- LOVE (2022)